# Я розкажу
Я розкажу — другий студійний альбом української співачки Ірини Білик.

## Перелік пісень
1. Лише твоя — 3:54
2. Після кохання — 4:40
3. Що було — 4:02
4. Хай живе надія — 4:03
5. Я розкажу — 4:25
6. Божевільна — 5:00
7. Нова — 4:45
8. Ніч новорічна — 3:52